# Naturpark Hümmling
Der Naturpark Hümmling bewahrt seit 2015 die gleichnamige sanft hügelige Geestlandschaft Hümmling mit ihren Wäldern, Fließgewässern, Mooren und Heideflächen östlich der Ems im Nordosten des Landkreises Emsland in Niedersachsen. Rund 42 Prozent seiner insgesamt 57.600 Hektar sind Natur- oder Landschaftsschutzgebiete. Prägend für die Region sind zudem zahlreiche Megalithgräber, historische Mühlen und das Barockschloss Clemenswerth.

## Geografie und Geologie
Im Naturpark Hümmling finden sich viele der für Nordwestdeutschland typischen Landschaften und Lebensräume, die während der vergangenen beiden Eiszeiten entstanden sind. Er liegt räumlich im Geopark Emsland.

### Lage
Im Westen reicht der Naturpark bis an die Ems und umfasst dort Teile der Landschaftsschutzgebiete Emstal und Natura 2000-Emsauen von Salzbergen bis Papenburg. Im Norden markieren die Esterweger Dose östlich von Papenburg und der Küstenkanal die Grenze, im Osten erstreckt sich der Naturpark bis zum Flüsschen Marka und im Süden bis an den Ems-Zufluss Hase.

### Landschaftsbild
Charakteristisch für den Naturpark Hümmling ist das Nebeneinander von freier Flur und lichten Wäldern, von naturnahen und landwirtschaftlichen Flächen. Prägend ist dabei der sanft hügelige, großenteils bewaldete Geestrücken, der östlich der Ems verläuft. Seine bis zu 73 Meter hohen Hügel bestehen vor allem aus Sand, der mit den letzten Eiszeiten hierhin verfrachtet wurde. In Dosen, den Senken zwischen den Anhöhen, entstanden Hochmoore, von denen mehrere bis heute fast ursprünglich erhalten sind oder durch Wiedervernässung renaturiert wurden. Nach Trockenlegung und Torfabbau werden viele ehemalige Moorflächen landwirtschaftlich genutzt, andere entwickelten sich zu reizvollen Hochmoor-Heiden mit ihrem typisch-violetten Blütenteppich im Spätsommer. Daneben finden sich auf Sandböden auch einige trockene Heideflächen mit Besen- und Glockenheide und teilweise Wacholder, die noch im 19. Jahrhundert das Landschaftsbild des Hümmling dominierten.
Unterschiedliche Wasserläufe bestimmen zudem das Bild des Naturparks. Zu den typischen Hümmlingbächen zählen Ohe und Marka, die sich knapp südlich des Küstenkanals zur Sagter Ems vereinen. Die Flüsschen Nord-, Mittel- und Südradde fließen von Nordosten nach Südwesten durch den Hümmling und münden schließlich in die Hase bzw. in die Ems. Die Ems selbst schuf ein typisch norddeutsches Flachlandflusstal, in dem mancherorts der Sand offen zu Tage tritt.

### Erdgeschichtliche Entwicklung
Geformt wurden die Landschaften des Naturparks Hümmling während der Saale-Eiszeit, die vor rund 300.000 begann und vor etwa 120.000 Jahren endete. Gletscher, die in ihrer maximalen Ausdehnung ungefähr bis zum heutigen Ruhrgebiet reichten, transportierten unterschiedliche Sedimente und Felsen, deren Herkunft sich noch heute nachweisen lässt. So finden sich in und auf dem Geestrücken Hümmling Lehm, Sand, Kiese und Findlinge, die ursprünglich aus Skandinavien und aus dem Ostseeraum stammen.
Die Gletscher der Weichsel-Eiszeit vor 115.000 bis 10.000 Jahren drangen zwar nur bis zum heutigen Lauf der Elbe vor. Dennoch überformte und prägte auch diese Kaltzeit die weiter südlich gelegene Landschaft im Naturpark Hümmling: Da die Böden im Dauerfrost erstarrten, verschwanden die Wälder, so dass es in trocken-kalten Zeiten zu Auswehungen kam. So entstand der Geestrücken mit seinen Dünen und Erhebungen wie dem 73 Meter hohen Windberg bei Werpeloh.
Der deutliche Temperaturanstieg zu Beginn des Holozän vor rund 10.000 Jahren ließ das Wasser tauen und wieder fließen: Es bildeten sich die typischen Hümmling-Bäche in ihren sandigen Betten. In tiefliegenden Ebenen und kleinen Senken, den Dosen, staute sich Regenwasser auf undurchlässigen Böden. Hier siedelten sich Torfmoose an. Deren Überreste zersetzten sich in den nährstoffarmen und nahezu sauerstofffreien Seen nicht, so dass im Laufe der Jahrtausende Moore wuchsen. Pro Jahr kommt ungefähr ein Millimeter hinzu.

## Geschichte
Seit ungefähr 5.500 Jahren leben Menschen auf dem Hümmling und prägen die Landschaft mit.

### Jungsteinzeit
Als sich um das Jahr 3.500 vor Christus während der Jungsteinzeit die ersten Menschen in Nordwestdeutschland ansiedelten, wurde auch der Hümmling zu bäuerlichem Kulturland. Die ersten Siedler bauten Weizen und Gerste, Erbsen, Bohnen und Linsen an, sie züchteten Ziegen, Schafe, Rinder und Schweine. All diese Nahrungsmittel wurden als Grabbeigaben in Megalithanlagen gefunden, von denen im Naturpark Hümmling Dutzende erhalten sind. Viele weisen eine charakteristische Bauform auf, die als Emsländische Kammer bezeichnet wird: Sie sind nur wenige Meter breit, bis zu 28 Meter lang, von einem Oval kleinerer Steine eingefasst und meist von Ost nach West ausgerichtet. Gemeinsam ist allen Megalithanlagen: In ihnen wurden über einen längeren Zeitraum offenbar alle verstorbenen Mitglieder einer Familie oder Dorfgemeinschaft bestattet. Neben Nahrungsmitteln fanden sich als Grabbeigaben unterschiedliche Schmuckstücke, Waffen, Werkzeuge und – im Nordwesten – die typischen Trichterbecher.

### Eisenzeit
Solche Hünengräber wurden über einen Zeitraum von etwa 700 Jahren errichtet, dann änderte sich die Bestattungskultur. Beispiele dafür finden sich ebenfalls im Naturpark Hümmling: Die Mansenberge und die Männige Berge sind Grabhügelfelder, die während der Bronzezeit und während der vorrömischen Eisenzeit entstanden. Rund 80 Grabhügel sind insgesamt erhalten.

### Mittelalter bis frühe Neuzeit
Über die Jahrtausende blieb der Hümmling eine von Landwirtschaft geprägte Region, in der die Bauern bis in die Neuzeit hinein nur zu geringem Wohlstand kamen, da die sandigen und mageren Böden nur wenig Ertrag brachten. Lediglich durch Imkerei und Schafhaltung in Heidegebieten und durch die Schweinehaltung in Wäldern ließen sich begehrte Handelsgüter herstellen. Strümpfe und andere Woll-Produkte wurden bis nach Amsterdam verkauft, Honig, Bienenwachs und Schinken bis nach Osnabrück, Bremen und Hamburg.
Je intensiver die landwirtschaftliche Nutzung wurde, desto größer wurden allerdings auch die komplett unfruchtbaren Flächen. Denn wo immer man die Wälder zur Gewinnung von Acker- und Weideland rodete oder zu stark beweidete, verlor der Sand den Halt, den ihm die Baumwurzeln gegeben hatten. So entstanden großflächige Heide- und Dünenlandschaften, die im 18. und 19. Jahrhundert die Landschaft prägten.
Eine systematische Kolonisierung der Moore nach dem Vorbild Papenburgs, der längsten Fehnkolonie Deutschlands, fand in den Hümmling-Mooren erst spät und in sehr viel kleinerem Maßstab statt. Dabei spielte zunächst die Moorbrandkultur eine wichtige Rolle: Entwässerte Moorflächen wurden in Brand gesetzt und anschließend bestellt. Allerdings war die Torf-Asche bereits nach wenigen Jahren ausgelaugt. Bessere Erträge über einen etwas längeren Zeitraum brachte gegen Ende des 19. Jahrhunderts die Deutsche Hochmoorkultur, da nun Mineraldünger zur Verfügung stand. So entwickelte sich der auf den abgetorften Flächen angebaute Buchweizen zu einem wichtigen Nahrungsmittel und Handelsgut. Etwa zur gleichen Zeit setzte eine systematische Aufforstung im Hümmling ein. Sie verhinderte, dass von verödeten Flächen Sand ausgeweht wurde und sich die kahlen Dünenlandschaften weiter ausdehnten.

### 20. und 21. Jahrhundert
Erst mit dem Bau des Küstenkanals in den 1920er Jahren begann ein großflächiger Torfabbau im heutigen Naturpark. Die künstliche Wasserstraße erleichterte die Entwässerung der Moore und den Transport des Torfes.
Zwischen 1933 und 1945 wurden tausende von Gefangenen zur Arbeit in den Mooren gezwungen: Fast während der gesamten Dauer der NS-Schreckensherrschaft bestand in Esterwegen das gleichnamige Konzentrationslager. Durch die unmenschlichen Bedingungen von Haft, Gefangenschaft und Zwangsarbeit in der „Hölle im Moor“ verloren hier etliche Menschen vieler Nationalitäten ihr Leben.
Nach dem Zweiten Weltkrieg wurden weitere Moor- und Heideflächen auch im heutigen Naturpark Hümmling im Rahmen des Emslandplans urbar gemacht. Riesige Tiefpflüge vermischten den Torf mit dem Sand aus der Tiefe. Mit dieser Deutschen Sandmischkultur entstanden Ackerflächen, die bis heute gute Ernten ermöglichen. Der Emslandplan, der 1989 als abgeschlossen galt, brachte der Region einen nachhaltigen wirtschaftlichen Aufschwung, der bis heute andauert und der sich keineswegs auf den Agrarsektor beschränkt. Das zeigt sich vor allem in der geringen Arbeitslosenquote und dem starken mittelständischen Unternehmertum.
Prägend für die Landschaft des Hümmling ist aber nach wie vor die Landwirtschaft. Zudem wurden seit der Mitte des 20. Jahrhunderts mehr und mehr Naturschutzgebiete ausgewiesen. So entstanden, obwohl dies anfänglich nicht im Fokus stand, die Voraussetzungen für einen naturnahen und nachhaltigen Tourismus, der auch wirtschaftlich eine immer wichtigere Rolle spielt.

## Naturräume und Schutzgebiete
Vor dem Eingriff des Menschen dominierten im heutigen Naturpark Hümmling Buchen- und Eichen-Mischwälder mit einzelnen Mooren sowie Fluss- und Bachlandschaften. Wo die ursprünglichen Lebensräume erhalten sind, stehen sie heute unter Schutz. Zusätzlich entwickelte sich in Kulturlandschaften wie der Heide eine schützenswerte Flora und Fauna.

### Wald
Das knapp 13 Hektar große Naturschutzgebiet Tinner Loh östlich von Haren (Ems) vermittelt mit seinen bis zu 500 Jahre alten Buchen einen Eindruck von den ursprünglichen Urwäldern des Hümmling.

### Heide
Heide ist eine Kulturlandschaft, die nur mit ständiger Pflege und Beweidung – zum Beispiel durch Schafe – erhalten werden kann. An die ursprüngliche Nutzung dieser Landschaft erinnert ein historischer Schafstall im 16 Hektar großen Naturschutzgebiet Windelberg in Börger. Zudem erhielten sich in dem Schutzgebiet ein alter Wacholderhain und ein Stieleichenwald.
Im neun Hektar großen Naturschutzgebiet Hügelgräberheide bei Groß und Klein Berßen, den „Mansenbergen“, setzt der Verein Land unter Bentheimer Landschafe zur Beweidung ein und schützt damit beides: eine vom Aussterben bedrohte alte Haustierrasse und eine Kulturlandschaft, die bereits vor nahezu 4.000 Jahren entstand. Denn die rund 80 Hügel, von denen einzelne drei Meter in der Höhe messen, sind bronzezeitliche Gräber.
Ein weiteres Grabhügelfeld aus dieser Zeit findet sich im Naturschutzgebiet Männige Berge nördlich von Spahnharrenstätte. Auch hier liegen die Jahrtausende alten Begräbnisstätten in einer Sandheide mit einzelnen Kiefern und Birken.

### Fließgewässer
Das Landschaftsschutzgebiet Mittelradde-Marka-Südradde ist Teil des insgesamt knapp 4.400 Hektar großen Vogelschutzgebiets Niederungen der Süd- und Mittelradde und der Marka. Zu den zahlreichen heimischen Arten gehören unter anderem der Große Brachvogel, Kiebitz, Uferschnepfe und Wiesenpieper.
Wesentlich kleiner ist das Naturschutzgebiet Oberlauf der Ohe. Am naturnahen Hümmlingbach findet sich neben Feuchtgrünland auch ein Erlenbruchwald.
In den Niederungen der Nordradde bewahrt das Naturschutzgebiet Schaapmoor auf einer Fläche von 210 Hektar ein Mosaik aus Feuchtgrünland, Feuchtbrachen und Bruchwäldern.
Im Westen reicht der Naturpark Hümmling in die Landschaftsschutzgebiete Emstal und Natura 2000-Emsauen von Salzbergen bis Papenburg hinein. Entlang der teilweise naturnahen Flussufer gibt es unterschiedliche Lebensräume mit feuchten Hochstaudenfluren, naturnahen Waldkomplexen, Altarmen, Binnendünen sowie mageren Wiesen und Weiden.

### Hochmoore
Das Naturschutzgebiet Esterweger Dose ist Teil eines der ehemals größten Hochmoorgebiete in Europa. Noch bis 2036 ist auf großen Teilflächen der Torfabbau genehmigt, auf anderen Teilflächen finden sich neben den renaturierungsfähigen Hochmoorflächen unter anderem Moorwälder, Übergangs- und Schwingrasenmoore und feuchte Hochstaudenfluren.
Im benachbarten Naturschutzgebiet Leegmoor endete der Torfabbau bereits vor Jahrzehnten. Anfang der 1980er Jahre begann hier der erste Versuch, eine abgebaute Schwarztorffläche zu renaturieren. Im Schutzgebiet liegen heute unterschiedliche Moorlebensräume inklusive eines nicht abgetorften Hochmoores mit Hochmoorheide und -grünland, dem Timpemoor. Ein zehn Meter hoher Aussichtsturm verschafft einen guten Blick auf das Leegmoor.
Ebenfalls erfolgreich wiedervernässt wurden bereits seit 1978 Hochmoore in den Naturschutzgebieten Theikenmeer und Moorwiesen am Theikenmeer durch die ehrenamtliche Initiative der NABU-Ortsgruppe Werlte/Sögel. Sie sind heute wieder ein wichtiger Rastplatz für ziehende Wasservögel. Dort besteht seit 2023 die Naturparkstation Theikenmeer.
Im Naturschutzgebiet Bockholter Dose begann die Wiedervernässung 1998, so dass ehemalige Torfstiche heute mit Wasser gefüllt sind. Sie befinden sich in unterschiedlichen Stadien der Verlandung. Das 123 Hektar große Gebiet ist ein Mosaik aus Grünländern, Moorwäldern und großen offenen Moor- und Heideflächen. Es ist Teil des Vogelschutzgebietes Niederungen der Süd- und Mittelradde und der Marka. Mittelradde und Marka haben hier ihren Ursprung.
Im Naturschutzgebiet Tinner Dose – Sprakeler Heide liegt das größte, naturnah erhaltene Hochmoor Deutschlands. Lediglich an seinen Rändern wurde bis ins 19. Jahrhundert in kleinem Maßstab Torf von Hand gestochen. Die Sprakeler Heide ist das größte Besenheide-Gebiet des Emslands mit zahlreichen Binnendünen. Seit 1877 wird das Areal als militärisches Test- und Übungsgelände verwendet, heute von der Wehrtechnischen Dienststelle für Waffen und Munition (WTD 91), so dass eine andere Nutzung nach wie vor nicht möglich ist. So blieben eine außergewöhnlich artenreiche Flora und Fauna erhalten.

## Sehenswürdigkeiten
Schloss Clemenswerth ist ein in seiner Anlage einzigartiges Barockschloss. Rund um den Zentralbau sind acht Pavillons so gruppiert und durch Lindenalleen verbunden, dass sie einen Jagdstern bilden, ein typisches Element der barocken Garten- und Landschaftsgestaltung. Gebaut wurde die Anlage zwischen 1737 und 1749 von Johann Conrad Schlaun für den damaligen Landesherren Kurfürst Clemens August. Die Einrichtung des Zentralbaus ist weitgehend authentisch erhalten, in den Pavillons sind unterschiedliche Ausstellungen des Emslandmuseums zu sehen.
Die beeindruckendsten Hünengräber im Naturpark Hümmling werden durch die Straße der Megalithkultur, einen Kulturweg des Europarates, bzw. durch die Radroute der Megalithkultur verknüpft. Am Wege liegen unter anderem De Hoogen Steener (Werlte), die als eine der größten Megalithanlagen Mittel- und Nordeuropas gelten. An einzelnen Stationen der Ferienstraße lässt sich auf kleinstem Raum eine Ansammlung unterschiedlicher Anlagen besichtigen. Vier jungsteinzeitliche Anlagen finden sich bei Deymanns Mühle in Stavern, sechs entlang des kurzen Spazierwegs Hünengräberstraße des Hümmling (Groß Berßen), darunter auch das Wappengrab des Landkreises Emsland. Zu den besterhaltenen Anlagen zählen das Großsteingrab auf Bruneforths Esch (Stavern), De Hoogen Steener (Werlte) und Volbers Hünensteine (Hüven).
Neben den Kirchtürmen der zahlreichen Dörfer bilden auch einige historische Mühlen weithin sichtbare Landmarken im Naturpark. Die vielleicht ungewöhnlichste ist die Hüvener Mühle, die sowohl vom Wind als auch durch Wasserkraft angetrieben wird. Im Mühlenmuseum an der Mersmühle in Haren (Ems) sind neben historischen Gerätschaften auch zahlreiche Mühlenmodelle zu sehen, die fast alle gängigen Bauformen anschaulich machen. Außerdem sehenswert sind die Hilter Mühle (Lathen), die Wassermühle Bruneforth (Stavern), Kreutzmanns Mühle, die Herrenmühle (Meppen) und die Höltingmühle (Meppen).
In der Region gibt es zwei Freilichtbühnen: Die Waldbühne Ahmsen gilt als besucherstärkste nicht professionelle Freilichtbühne Norddeutschlands. Die Emsländische Freilichtbühne Meppen wird ebenfalls von einem Verein ehrenamtlicher Theater-Enthusiasten bespielt – beide mit zwei Inszenierungen pro Jahr.
Im Norden des Naturparks liegt das Erholungsgebiet Surwolds Wald mit Kletterparcours, Sommerrodelbahn, Minigolfanlage, Märchenwald und Freibad. Höhepunkt ist der 32 Meter hohe Aussichtsturm, der einen weiten Blick über die Landschaft des Hümmlings bis nach Papenburg ermöglicht.
Die Gedenkstätte Esterwegen erinnert als zentraler Gedenkort an die 15 Emslandlager, einer Gruppe von Konzentrations-, Straf- und Kriegsgefangenenlagern aus der Zeit des Dritten Reiches.
Die Alte Dorfstelle Wahn ist eine Siedlungswüstung, die 2007 in weiten Teilen freigelegt und durch einen knapp zwei Kilometer langen Rundweg erlebbar gemacht wurde. 1941 waren die knapp 1.000 Dorfbewohner vertrieben worden, um den benachbarten Schießplatz zu erweitern.

## Freizeitaktivitäten
Der Naturpark Hümmling lässt sich wandernd oder per Fahrrad erkunden. Er ist eingebunden in das Radknotenpunktnetz des Landkreises Emsland und wird erschlossen durch die überregionale Radroute der Megalithkultur und durch die Emsland-Route. Das intuitiv verständliche System des Knotenpunktnetzes ermöglicht individuelle Routen, die sich spontan und flexibel planen lassen. Alternativ können unterschiedliche Themenrouten abgefahren werden, ohne dass dafür einer zusätzlichen Beschilderung mit eigenem Routenlogos zu folgen.
Die Hümmling-Pfade, die die Kriterien „Qualitätsweg Wanderbares Deutschland“ erfüllen, stellen das Rundwanderangebot (Tagestouren) des Naturparks dar. Sie verknüpfen landschaftliche und natürliche Besonderheiten des Naturparks und steuern gezielt reizvolle Orte und kulturhistorische Sehenswürdigkeiten der Region an. Die Tagestouren führen beispielsweise zum Wacholderhain, entlang von Moor- und Heidelandschaften und urwüchsigen Waldgebieten. Am Wegesrand sind es bedeutsame Orte, wie die Megalithgräber, ein Schloss, historische Mühlen und beschauliche Orte, die zu Erkundungen und zum Verweilen einladen.
In der Region beliebt ist zudem der Rundwanderweg Hümmlinger Pilgerweg. Der 92 Kilometer lange Trail steuert zwar in erster Linie religiöse Stätten an, erschließt dabei jedoch auch viele interessante Naturlandschaften.
Darüber hinaus werden regelmäßig vom Frühjahr bis zum Herbst zu unterschiedlichen Themen Naturparkführungen angeboten.